# NHK津南ラジオ中継放送所
NHK津南ラジオ中継放送所（エヌエイチケイつなんラジオちゅうけいほうそうじょ）は、新潟県中魚沼郡津南町にあるNHK新潟放送局中波放送中継局の送信施設。

## 概要
- 当中継局は、中魚沼郡津南町三箇550-1（東京電力信濃川発電所内）に置かれ、津南町、小千谷市の広範囲に電波を発射している。
- 東京電力信濃川発電所の送電線を用いた「送電線放送」にて送信している。
- なお、テレビとFM放送の中継局については津南テレビ・FM中継局を、参照のこと。

## 送信施設概要
| 放送局名             | 周波数  | 空中線電力 | 放送対象地域 | 放送区域内世帯数 |
| NHK新潟ラジオ第1放送 | 1161kHz | 100W       | 新潟県       | 約-世帯          |
| NHK新潟ラジオ第2放送 | 1539kHz | 100W       | 全国         | 約-世帯          |